# Ajka–Padragkút-vasútvonal
A MÁV 351-es számú, Ajka–Padragkút-vasútvonala egy egyvágányú, nem villamosított, hosszú időn keresztül kizárólag teherforgalmú vasútvonal Veszprém vármegyében. A 2000-es évek eleje óta nem üzemel, ma már csak Ajkán lévő része látható, a többit elbontották.

## Jellemzői
Az alig 5,9 km hosszú vonal Ajka vasútállomásnál ágazik ki a Székesfehérvár–Szombathely-vasútvonalból, akárcsak az Ajka–Felsőcsinger-vasútvonal. Ezt követően elválik az utóbbitól, és a Timföldgyári utca, később Padragi út mentén haladt Ajka déli része felé, onnan a Padragkúti Szénbányák irányába. Végpontja Halimba település közelében volt.
A teherszállítására használt vonal nagy részét 2004-ben elbontották. 2006-ban újabb részeket számoltak fel. Ajkai része látható még napjainkban (2025).